# 斯塔福·克里普斯
斯塔福·克里普斯（英語： 1889年4月24日—1952年4月21日）英国工党政治家、律师和外交官。1931年一次补选中首次进入议会。1939年，因与共产党人合作被工党开除。第二次世界大战期间，为战争内阁成员，曾担任驻苏联大使（1940–42）。1942年，被视为温斯顿·丘吉尔首相职位的潜在竞争对手。试图解决印度的战时危机（“克里普斯团”）但未获成功。后来担任飞机制造部长这一重要职位，不过该职位不属于内阁。1945年战争结束后重新加入工党。在艾德礼内阁任职，首先担任贸易委员会主席，1947年至1950年之间担任财政大臣，为战后英国经济繁荣奠定基础。在他的牵头下，英国向苏联赠送了勞斯萊斯飛機引擎製造工廠的尼恩引擎，苏联以此仿制出克里莫夫VK-1发动机，后装配在米格-15战斗机上。